# FC Kyjov 1919
FC Kyjov 1919 (celým názvem: Football Club Kyjov 1919) je český fotbalový klub, který sídlí v Kyjově v Jihomoravském kraji. Založen byl roku 1919. Největším úspěchem je působení ve 3. nejvyšší soutěži (prve 1940/41, naposled 2002/03), v roce 1953 byl klub nejblíže druholigové účasti. Klubovými barvami jsou modrá a bílá. Od sezony 2019/20 hraje I. B třídu Jihomoravského kraje – sk. C (7. nejvyšší soutěž).

## Vývoj názvu

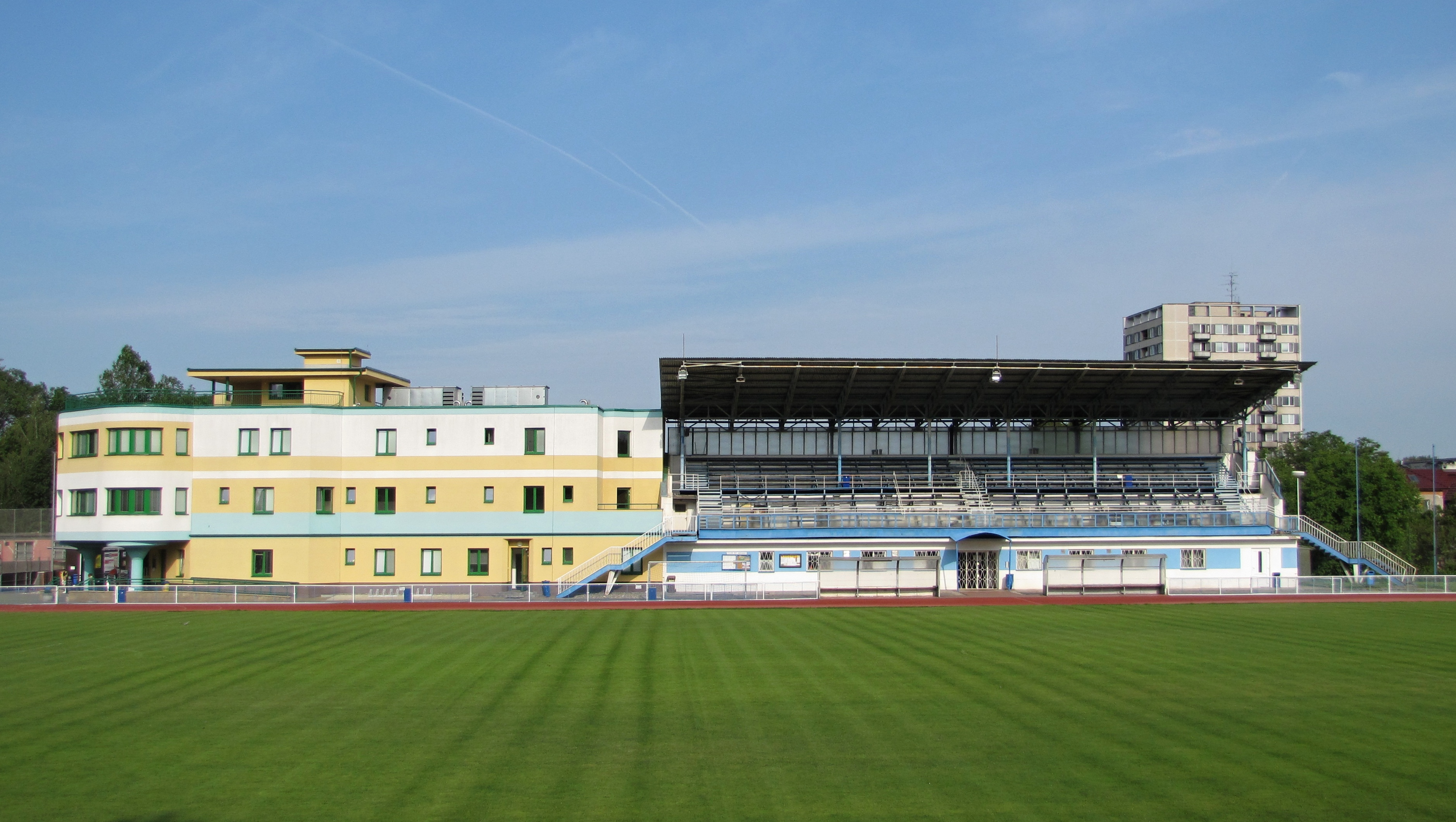
Městský stadion v Kyjově

- 1919 – SK Kyjov (Sportovní kroužek Kyjov, později Sportovní klub Kyjov)
- 1948 – JTO Sokol Kyjov (Jednotná tělovýchovná organisace Sokol Kyjov)
- 1953 – DSO Jiskra Kyjov (Dobrovolná sportovní organisace Jiskra Kyjov)
- 1957 – TJ Jiskra Kyjov (Tělovýchovná jednota Jiskra Kyjov)
- 1994 – AFK VMG Kyjov (Atleticko-fotbalový klub Vetropack Moravia Glass Kyjov)
- 1999 – FC VMG Kyjov (Football Club Vetropack Moravia Glass Kyjov)
- 2004 – 1. FC VMG Kyjov (1. Football Club Vetropack Moravia Glass Kyjov)
- 2007 – 1. FC Kyjov (1. Football Club Kyjov)
- 2009 – FC Kyjov 1919 (Football Club Kyjov 1919)

## Umístění v jednotlivých sezonách
Stručný přehled
Zdroj: 
- 1942–1944: I. B třída BZMŽF – III. okrsek
- 1945–1946: I. A třída BZMŽF
- 1946–1948: I. A třída BZMŽF – II. okrsek
- 1953–1954: Krajský přebor – Gottwaldov
- 1955–1958: I. A třída Gottwaldovského kraje
- 1958–1960: I. B třída Gottwaldovského kraje – sk. jih
- 1960–1961: Okresní přebor Hodonínska
- 1961–1962: I. třída Jihomoravského kraje – sk. D
- 1962–1963: Okresní přebor Hodonínska
- 1963–1965: I. B třída Jihomoravského kraje – sk. B
- 1965–1967: I. A třída Jihomoravské oblasti – sk. B
- 1967–1969: Jihomoravský oblastní přebor
- 1969–1972: Jihomoravský župní přebor
- 1972–1974: Divize D
- 1974–1981: Jihomoravský krajský přebor
- 1981–1996: Divize D
- 1996–2003: Moravskoslezská fotbalová liga
- 2003–2006: Divize D
- 2006–2010: Přebor Jihomoravského kraje
- 2010–2011: I. A třída Jihomoravského kraje – sk. B
- 2011–2014: Přebor Jihomoravského kraje
- 2014–2019: I. A třída Jihomoravského kraje – sk. B
- 2019–2024: I. B třída Jihomoravského kraje – sk. C
- 2024–: I. A třída Jihomoravského kraje – sk. B

Jednotlivé ročníky
Zdroj: 
Legenda: Z – zápasy, V – výhry, R – remízy, P – porážky, VG – vstřelené góly, OG – obdržené góly, +/− – rozdíl skóre, B – body, červené podbarvení – sestup, zelené podbarvení – postup, fialové podbarvení – reorganizace, změna skupiny či soutěže
| Protektorát Čechy a Morava (1939 – 1945) |                                                                       |                                                                       |                                                                       |                                                                       |                                                                       |                                                                       |                                                                       |                                                                       |                                                                       |                                                                       |                                                                       |
| Sezóny                                   | Liga                                                                  | Úroveň                                                                | Z                                                                     | V                                                                     | R                                                                     | P                                                                     | VG                                                                    | OG                                                                    | +/−                                                                   | B                                                                     | Pozice                                                                |
| ...                                      |                                                                       |                                                                       |                                                                       |                                                                       |                                                                       |                                                                       |                                                                       |                                                                       |                                                                       |                                                                       |                                                                       |
| 1942/43                                  | I. B třída BZMŽF – III. okrsek                                        | 4                                                                     | 26                                                                    | ...                                                                   | ...                                                                   | ...                                                                   | ...                                                                   | ...                                                                   | ...                                                                   |                                                                       |                                                                       |
| 1943/44                                  | I. B třída BZMŽF – III. okrsek                                        | 4                                                                     | 26                                                                    | 18                                                                    | 4                                                                     | 4                                                                     | 130                                                                   | 58                                                                    | +72                                                                   | 40                                                                    | 1.                                                                    |
| 1944/45                                  | Končila druhá světová válka, pravidelné fotbalové soutěže se nehrály. | Končila druhá světová válka, pravidelné fotbalové soutěže se nehrály. | Končila druhá světová válka, pravidelné fotbalové soutěže se nehrály. | Končila druhá světová válka, pravidelné fotbalové soutěže se nehrály. | Končila druhá světová válka, pravidelné fotbalové soutěže se nehrály. | Končila druhá světová válka, pravidelné fotbalové soutěže se nehrály. | Končila druhá světová válka, pravidelné fotbalové soutěže se nehrály. | Končila druhá světová válka, pravidelné fotbalové soutěže se nehrály. | Končila druhá světová válka, pravidelné fotbalové soutěže se nehrály. | Končila druhá světová válka, pravidelné fotbalové soutěže se nehrály. | Končila druhá světová válka, pravidelné fotbalové soutěže se nehrály. |
| Československo (1945 – 1993)             |                                                                       |                                                                       |                                                                       |                                                                       |                                                                       |                                                                       |                                                                       |                                                                       |                                                                       |                                                                       |                                                                       |
| Sezóny                                   | Liga                                                                  | Úroveň                                                                | Z                                                                     | V                                                                     | R                                                                     | P                                                                     | VG                                                                    | OG                                                                    | +/−                                                                   | B                                                                     | Pozice                                                                |
| 1945/46                                  | I. A třída BZMŽF                                                      | 3                                                                     | 30                                                                    | 13                                                                    | 4                                                                     | 13                                                                    | 101                                                                   | 104                                                                   | −3                                                                    | 30                                                                    | 8.                                                                    |
| 1946/47                                  | I. A třída BZMŽF – II. okrsek                                         | 3                                                                     | 20                                                                    | 8                                                                     | 2                                                                     | 10                                                                    | 56                                                                    | 54                                                                    | +2                                                                    | 18                                                                    | 6.                                                                    |
| 1947/48                                  | I. A třída BZMŽF – II. okrsek                                         | 3                                                                     | 24                                                                    | ...                                                                   | ...                                                                   | ...                                                                   | ...                                                                   | ...                                                                   | ...                                                                   |                                                                       |                                                                       |
| ...                                      |                                                                       |                                                                       |                                                                       |                                                                       |                                                                       |                                                                       |                                                                       |                                                                       |                                                                       |                                                                       |                                                                       |
| 1953                                     | Krajský přebor – Gottwaldov                                           | 3                                                                     | 11                                                                    | 6                                                                     | 4                                                                     | 1                                                                     | 29                                                                    | 21                                                                    | +8                                                                    | 16                                                                    | 1.                                                                    |
| 1954                                     | Krajský přebor – Gottwaldov                                           | 3                                                                     | 22                                                                    | 5                                                                     | 2                                                                     | 15                                                                    | 31                                                                    | 62                                                                    | −31                                                                   | 12                                                                    | 11.                                                                   |
| 1955                                     | I. A třída Gottwaldovského kraje                                      | 4                                                                     | 22                                                                    | 11                                                                    | 4                                                                     | 7                                                                     | 42                                                                    | 38                                                                    | +4                                                                    | 26                                                                    | 4.                                                                    |
| 1956                                     | I. A třída Gottwaldovského kraje                                      | 4                                                                     | 22                                                                    | 7                                                                     | 4                                                                     | 11                                                                    | 33                                                                    | 39                                                                    | −6                                                                    | 18                                                                    | 9.                                                                    |
| 1957/58                                  | I. A třída Gottwaldovského kraje                                      | 4                                                                     | 33                                                                    | 6                                                                     | 9                                                                     | 18                                                                    | 42                                                                    | 85                                                                    | −43                                                                   | 21                                                                    | 12.                                                                   |
| 1958/59                                  | I. B třída Gottwaldovského kraje – sk. jih                            | 5                                                                     | 22                                                                    | 13                                                                    | 4                                                                     | 5                                                                     | 54                                                                    | 39                                                                    | +15                                                                   | 30                                                                    | 3.                                                                    |
| 1959/60                                  | I. B třída Gottwaldovského kraje – sk. jih                            | 5                                                                     | 22                                                                    | 5                                                                     | 3                                                                     | 14                                                                    | 35                                                                    | 50                                                                    | −15                                                                   | 13                                                                    | 11.                                                                   |
| 1960/61                                  | Okresní přebor Hodonínska                                             | 5                                                                     | 22                                                                    | ...                                                                   | ...                                                                   | ...                                                                   | ...                                                                   | ...                                                                   | ...                                                                   |                                                                       | 1.                                                                    |
| 1961/62                                  | I. třída Jihomoravského kraje – sk. D                                 | 4                                                                     | 26                                                                    | 7                                                                     | 3                                                                     | 16                                                                    | 40                                                                    | 60                                                                    | −20                                                                   | 17                                                                    | 13.                                                                   |
| 1962/63                                  | Okresní přebor Hodonínska                                             | 5                                                                     | 22                                                                    | ...                                                                   | ...                                                                   | ...                                                                   | ...                                                                   | ...                                                                   | ...                                                                   |                                                                       |                                                                       |
| 1963/64                                  | I. B třída Jihomoravského kraje – sk. C                               | 5                                                                     | 22                                                                    | 11                                                                    | 3                                                                     | 8                                                                     | 56                                                                    | 35                                                                    | +21                                                                   | 25                                                                    | 3.                                                                    |
| 1964/65                                  | I. B třída Jihomoravského kraje – sk. B                               | 5                                                                     | 22                                                                    | 17                                                                    | 2                                                                     | 3                                                                     | 57                                                                    | 23                                                                    | +34                                                                   | 36                                                                    | 1.                                                                    |
| 1965/66                                  | I. A třída Jihomoravské oblasti – sk. B                               | 5                                                                     | 26                                                                    | 14                                                                    | 3                                                                     | 9                                                                     | 55                                                                    | 42                                                                    | +13                                                                   | 31                                                                    | 3.                                                                    |
| 1966/67                                  | I. A třída Jihomoravské oblasti – sk. B                               | 5                                                                     | 26                                                                    | 16                                                                    | 6                                                                     | 4                                                                     | 55                                                                    | 21                                                                    | +34                                                                   | 38                                                                    | 1.                                                                    |
| 1967/68                                  | Jihomoravský oblastní přebor                                          | 4                                                                     | 26                                                                    | 8                                                                     | 8                                                                     | 10                                                                    | 32                                                                    | 37                                                                    | −5                                                                    | 24                                                                    | 10.                                                                   |
| 1968/69                                  | Jihomoravský oblastní přebor                                          | 4                                                                     | 26                                                                    | 11                                                                    | 5                                                                     | 10                                                                    | 39                                                                    | 49                                                                    | −10                                                                   | 27                                                                    | 10.                                                                   |
| 1969/70                                  | Jihomoravský župní přebor                                             | 5                                                                     | 26                                                                    | 13                                                                    | 4                                                                     | 9                                                                     | 59                                                                    | 32                                                                    | +25                                                                   | 45                                                                    | 2.                                                                    |
| 1970/71                                  | Jihomoravský župní přebor                                             | 5                                                                     | 26                                                                    | 19                                                                    | 2                                                                     | 5                                                                     | 54                                                                    | 23                                                                    | +31                                                                   | 40                                                                    | 2.                                                                    |
| 1971/72                                  | Jihomoravský župní přebor                                             | 5                                                                     | 26                                                                    | 16                                                                    | 4                                                                     | 6                                                                     | 60                                                                    | 25                                                                    | +35                                                                   | 36                                                                    | 1.                                                                    |
| 1972/73                                  | Divize D                                                              | 4                                                                     | 30                                                                    | 12                                                                    | 3                                                                     | 15                                                                    | 30                                                                    | 31                                                                    | −1                                                                    | 27                                                                    | 13.                                                                   |
| 1973/74                                  | Divize D                                                              | 4                                                                     | 30                                                                    | 9                                                                     | 5                                                                     | 16                                                                    | 31                                                                    | 41                                                                    | −10                                                                   | 23                                                                    | 15.                                                                   |
| 1974/75                                  | Jihomoravský krajský přebor                                           | 5                                                                     | 30                                                                    | 15                                                                    | 6                                                                     | 9                                                                     | 51                                                                    | 30                                                                    | +21                                                                   | 36                                                                    | 2.                                                                    |
| 1975/76                                  | Jihomoravský krajský přebor                                           | 5                                                                     | 30                                                                    | 12                                                                    | 11                                                                    | 7                                                                     | 36                                                                    | 28                                                                    | +8                                                                    | 35                                                                    | 3.                                                                    |
| 1976/77                                  | Jihomoravský krajský přebor                                           | 5                                                                     | 30                                                                    | 18                                                                    | 4                                                                     | 8                                                                     | 51                                                                    | 24                                                                    | +27                                                                   | 40                                                                    | 2.                                                                    |
| 1977/78                                  | Jihomoravský krajský přebor                                           | 4                                                                     | 30                                                                    | 13                                                                    | 5                                                                     | 12                                                                    | 52                                                                    | 38                                                                    | +14                                                                   | 31                                                                    | 6.                                                                    |
| 1978/79                                  | Jihomoravský krajský přebor                                           | 4                                                                     | 30                                                                    | 13                                                                    | 9                                                                     | 8                                                                     | 50                                                                    | 35                                                                    | +15                                                                   | 35                                                                    | 2.                                                                    |
| 1979/80                                  | Jihomoravský krajský přebor                                           | 4                                                                     | 30                                                                    | 13                                                                    | 8                                                                     | 9                                                                     | 47                                                                    | 39                                                                    | +8                                                                    | 34                                                                    | 2.                                                                    |
| 1980/81                                  | Jihomoravský krajský přebor                                           | 4                                                                     | 30                                                                    | 17                                                                    | 7                                                                     | 6                                                                     | 59                                                                    | 32                                                                    | +27                                                                   | 41                                                                    | 2.                                                                    |
| 1981/82                                  | Divize D                                                              | 4                                                                     | 26                                                                    | 12                                                                    | 4                                                                     | 10                                                                    | 36                                                                    | 28                                                                    | +8                                                                    | 28                                                                    | 3.                                                                    |
| 1982/83                                  | Divize D                                                              | 4                                                                     | 26                                                                    | 10                                                                    | 5                                                                     | 11                                                                    | 46                                                                    | 38                                                                    | +8                                                                    | 25                                                                    | 8.                                                                    |
| 1983/84                                  | Divize D                                                              | 4                                                                     | 26                                                                    | 11                                                                    | 9                                                                     | 6                                                                     | 40                                                                    | 24                                                                    | +16                                                                   | 31                                                                    | 3.                                                                    |
| 1984/85                                  | Divize D                                                              | 4                                                                     | 30                                                                    | 12                                                                    | 4                                                                     | 14                                                                    | 34                                                                    | 50                                                                    | −16                                                                   | 28                                                                    | 10.                                                                   |
| 1985/86                                  | Divize D                                                              | 4                                                                     | 30                                                                    | 9                                                                     | 7                                                                     | 14                                                                    | 37                                                                    | 47                                                                    | −10                                                                   | 25                                                                    | 14.                                                                   |
| 1986/87                                  | Divize D                                                              | 4                                                                     | 30                                                                    | 15                                                                    | 2                                                                     | 13                                                                    | 53                                                                    | 44                                                                    | +9                                                                    | 32                                                                    | 4.                                                                    |
| 1987/88                                  | Divize D                                                              | 4                                                                     | 30                                                                    | 16                                                                    | 7                                                                     | 7                                                                     | 46                                                                    | 30                                                                    | +16                                                                   | 39                                                                    | 2.                                                                    |
| 1988/89                                  | Divize D                                                              | 4                                                                     | 30                                                                    | 14                                                                    | 5                                                                     | 11                                                                    | 45                                                                    | 33                                                                    | +12                                                                   | 33                                                                    | 5.                                                                    |
| 1989/90                                  | Divize D                                                              | 4                                                                     | 30                                                                    | 8                                                                     | 12                                                                    | 10                                                                    | 30                                                                    | 35                                                                    | −5                                                                    | 26                                                                    | 12.                                                                   |
| 1990/91                                  | Divize D                                                              | 4                                                                     | 30                                                                    | 8                                                                     | 9                                                                     | 13                                                                    | 35                                                                    | 50                                                                    | −15                                                                   | 25                                                                    | 15.                                                                   |
| 1991/92                                  | Divize D                                                              | 4                                                                     | 30                                                                    | 7                                                                     | 11                                                                    | 12                                                                    | 24                                                                    | 45                                                                    | −21                                                                   | 25                                                                    | 14.                                                                   |
| 1992/93                                  | Divize D                                                              | 4                                                                     | 30                                                                    | 14                                                                    | 4                                                                     | 12                                                                    | 41                                                                    | 41                                                                    | 0                                                                     | 32                                                                    | 5.                                                                    |
| Česko (1993 – )                          |                                                                       |                                                                       |                                                                       |                                                                       |                                                                       |                                                                       |                                                                       |                                                                       |                                                                       |                                                                       |                                                                       |
| Sezóna                                   | Liga                                                                  | Úroveň                                                                | Z                                                                     | V                                                                     | R                                                                     | P                                                                     | VG                                                                    | OG                                                                    | +/−                                                                   | B                                                                     | Pozice                                                                |
| 1993/94                                  | Divize D                                                              | 4                                                                     | 30                                                                    | 12                                                                    | 8                                                                     | 10                                                                    | 58                                                                    | 38                                                                    | +20                                                                   | 32                                                                    | 4.                                                                    |
| 1994/95                                  | Divize D                                                              | 4                                                                     | 30                                                                    | 12                                                                    | 5                                                                     | 13                                                                    | 50                                                                    | 44                                                                    | +6                                                                    | 41                                                                    | 6.                                                                    |
| 1995/96                                  | Divize D                                                              | 4                                                                     | 30                                                                    | 17                                                                    | 5                                                                     | 8                                                                     | 67                                                                    | 31                                                                    | +36                                                                   | 56                                                                    | 2.                                                                    |
| 1996/97                                  | Moravskoslezská fotbalová liga                                        | 3                                                                     | 28                                                                    | 9                                                                     | 4                                                                     | 15                                                                    | 34                                                                    | 40                                                                    | −6                                                                    | 31                                                                    | 13.                                                                   |
| 1997/98                                  | Moravskoslezská fotbalová liga                                        | 3                                                                     | 30                                                                    | 14                                                                    | 4                                                                     | 12                                                                    | 39                                                                    | 41                                                                    | −2                                                                    | 46                                                                    | 6.                                                                    |
| 1998/99                                  | Moravskoslezská fotbalová liga                                        | 3                                                                     | 30                                                                    | 11                                                                    | 9                                                                     | 10                                                                    | 49                                                                    | 45                                                                    | +4                                                                    | 42                                                                    | 9.                                                                    |
| 1999/00                                  | Moravskoslezská fotbalová liga                                        | 3                                                                     | 28                                                                    | 12                                                                    | 10                                                                    | 6                                                                     | 24                                                                    | 18                                                                    | +6                                                                    | 46                                                                    | 4.                                                                    |
| 2000/01                                  | Moravskoslezská fotbalová liga                                        | 3                                                                     | 30                                                                    | 13                                                                    | 8                                                                     | 9                                                                     | 43                                                                    | 34                                                                    | +9                                                                    | 47                                                                    | 4.                                                                    |
| 2001/02                                  | Moravskoslezská fotbalová liga                                        | 3                                                                     | 30                                                                    | 10                                                                    | 9                                                                     | 11                                                                    | 33                                                                    | 34                                                                    | −1                                                                    | 39                                                                    | 9.                                                                    |
| 2002/03                                  | Moravskoslezská fotbalová liga                                        | 3                                                                     | 30                                                                    | 6                                                                     | 5                                                                     | 19                                                                    | 28                                                                    | 49                                                                    | −21                                                                   | 23                                                                    | 15.                                                                   |
| 2003/04                                  | Divize D                                                              | 4                                                                     | 30                                                                    | 9                                                                     | 10                                                                    | 11                                                                    | 41                                                                    | 55                                                                    | −14                                                                   | 37                                                                    | 10.                                                                   |
| 2004/05                                  | Divize D                                                              | 4                                                                     | 30                                                                    | 9                                                                     | 6                                                                     | 15                                                                    | 48                                                                    | 49                                                                    | −1                                                                    | 33                                                                    | 13.                                                                   |
| 2005/06                                  | Divize D                                                              | 4                                                                     | 30                                                                    | 7                                                                     | 6                                                                     | 17                                                                    | 27                                                                    | 58                                                                    | −31                                                                   | 27                                                                    | 15.                                                                   |
| 2006/07                                  | Přebor Jihomoravského kraje                                           | 5                                                                     | 30                                                                    | 14                                                                    | 7                                                                     | 9                                                                     | 54                                                                    | 40                                                                    | +14                                                                   | 49                                                                    | 4.                                                                    |
| 2007/08                                  | Přebor Jihomoravského kraje                                           | 5                                                                     | 30                                                                    | 17                                                                    | 7                                                                     | 6                                                                     | 62                                                                    | 25                                                                    | +37                                                                   | 58                                                                    | 2.                                                                    |
| 2008/09                                  | Přebor Jihomoravského kraje                                           | 5                                                                     | 30                                                                    | 7                                                                     | 8                                                                     | 15                                                                    | 30                                                                    | 40                                                                    | −10                                                                   | 29                                                                    | 14.                                                                   |
| 2009/10                                  | Přebor Jihomoravského kraje                                           | 5                                                                     | 30                                                                    | 4                                                                     | 7                                                                     | 19                                                                    | 31                                                                    | 60                                                                    | −29                                                                   | 19                                                                    | 16.                                                                   |
| 2010/11                                  | I. A třída Jihomoravského kraje – sk. B                               | 6                                                                     | 26                                                                    | 18                                                                    | 4                                                                     | 4                                                                     | 66                                                                    | 30                                                                    | +36                                                                   | 58                                                                    | 2.                                                                    |
| 2011/12                                  | Přebor Jihomoravského kraje                                           | 5                                                                     | 30                                                                    | 18                                                                    | 6                                                                     | 6                                                                     | 60                                                                    | 25                                                                    | +35                                                                   | 60                                                                    | 3.                                                                    |
| 2012/13                                  | Přebor Jihomoravského kraje                                           | 5                                                                     | 30                                                                    | 9                                                                     | 7                                                                     | 14                                                                    | 35                                                                    | 49                                                                    | −14                                                                   | 34                                                                    | 13.                                                                   |
| 2013/14                                  | Přebor Jihomoravského kraje                                           | 5                                                                     | 30                                                                    | 3                                                                     | 4                                                                     | 23                                                                    | 31                                                                    | 88                                                                    | −57                                                                   | 13                                                                    | 16.                                                                   |
| 2014/15                                  | I. A třída Jihomoravského kraje – sk. B                               | 6                                                                     | 26                                                                    | 9                                                                     | 3                                                                     | 14                                                                    | 55                                                                    | 56                                                                    | −1                                                                    | 30                                                                    | 9.                                                                    |
| 2015/16                                  | I. A třída Jihomoravského kraje – sk. B                               | 6                                                                     | 26                                                                    | 6                                                                     | 9                                                                     | 11                                                                    | 42                                                                    | 54                                                                    | −12                                                                   | 27                                                                    | 11.                                                                   |
| 2016/17                                  | I. A třída Jihomoravského kraje – sk. B                               | 6                                                                     | 26                                                                    | 9                                                                     | 5                                                                     | 12                                                                    | 41                                                                    | 53                                                                    | −12                                                                   | 32                                                                    | 10.                                                                   |
| 2017/18                                  | I. A třída Jihomoravského kraje – sk. B                               | 6                                                                     | 26                                                                    | 7                                                                     | 4                                                                     | 15                                                                    | 54                                                                    | 75                                                                    | −21                                                                   | 25                                                                    | 11.                                                                   |
| 2018/19                                  | I. A třída Jihomoravského kraje – sk. B                               | 6                                                                     | 26                                                                    | 4                                                                     | 4                                                                     | 18                                                                    | 37                                                                    | 88                                                                    | −51                                                                   | 16                                                                    | 14.                                                                   |
| 2019/20                                  | I. B třída Jihomoravského kraje – sk. C                               | 7                                                                     | 13                                                                    | 6                                                                     | 0                                                                     | 7                                                                     | 28                                                                    | 28                                                                    | 0                                                                     | 18                                                                    | 9.                                                                    |
| 2020/21                                  | I. B třída Jihomoravského kraje – sk. C                               | 7                                                                     | 10                                                                    | 6                                                                     | 2                                                                     | 2                                                                     | 27                                                                    | 18                                                                    | +9                                                                    | 20                                                                    | 3.                                                                    |
| 2021/22                                  | I. B třída Jihomoravského kraje – sk. C                               | 7                                                                     | 26                                                                    | 14                                                                    | 5                                                                     | 7                                                                     | 74                                                                    | 49                                                                    | +25                                                                   | 47                                                                    | 5.                                                                    |
| 2022/23                                  | I. B třída Jihomoravského kraje – sk. C                               | 7                                                                     | 26                                                                    | 15                                                                    | 4                                                                     | 7                                                                     | 87                                                                    | 49                                                                    | +38                                                                   | 49                                                                    | 3.                                                                    |
| 2023/24                                  | I. B třída Jihomoravského kraje – sk. C                               | 7                                                                     | 26                                                                    | 23                                                                    | 1                                                                     | 2                                                                     | 100                                                                   | 27                                                                    | +73                                                                   | 70                                                                    | 1.                                                                    |
| 2024/25                                  | I. A třída Jihomoravského kraje – sk. B                               | 6                                                                     | 26                                                                    | 11                                                                    | 5                                                                     | 10                                                                    | 58                                                                    | 55                                                                    | +3                                                                    | 38                                                                    | 6.                                                                    |

Poznámky:
- 1923–1928: Účastník fotbalové III. třídy
- 1928–1934: Účastník fotbalové II. třídy
- 1934–1940: Účastník I. B třídy BZMŽF
- 1940/41: Účastník I. A třídy BZMŽF (3. nejvyšší soutěž a nejvyšší župní soutěž)
- 1941–1944: Účastník I. B třídy
- 1944/45: Končila druhá světová válka, pravidelné soutěže se nehrály.
- 1945–1948: Účastník I. A třídy
- 1949–1950: Účastník II. třídy
- 1951–1952: Účastník okresního přeboru
- 1953–1954: Účastník krajské soutěže
- 1955–1958: Účastník I. A třídy
- 1958–1960: Účastník I. B třídy
- 1960/61: Účastník okresního přeboru
- 1961/62: Účastník krajské soutěže
- 1962/63: Účastník okresního přeboru
- 1963–1965: Účastník I. B třídy
- 1953: Tento ročník byl hrán jednokolově. V dodatečném kvalifikačním dvojutkání nepostoupil přes druholigový (1953) gottwaldovský Spartak. V neděli 8. listopadu 1953 prohrál Kyjov doma 0:4 (poločas 0:1), o týden později prohrál ve Zlíně (tehdy Gottwaldov) 2:4 (poločas 1:2) a z dalších bojů o účast ve druholigovém ročníku 1954 byl vyřazen.[3][4]
- 1968/69: Po sezoně došlo k celkové reorganizaci soutěží.
- 1969/70: V této sezoně byl zkoušen (a po sezoně zrušen) tento systém bodování – za vítězství rozdílem dvou a více branek se vítězi udělovaly 3 body, za vítězství o jednu branku 2 body, za bezbrankovou remízu nezískal bod ani jeden ze soupeřů, při jakékoli jiné remíze si soupeři rozdělili po bodu.
- 1976/77: Po sezoně došlo k reorganizaci nižších soutěží.
- 1980/81: Po sezoně došlo k reorganizaci nižších soutěží. Postoupilo taktéž vítězné mužstvo TJ JZD Slušovice.
- 1989/90: Kyjovu byly odečteny 2 body.
- 1995/96: Kyjov postoupil mimořádně, viz MSFL 1995/96. Postoupilo taktéž vítězné mužstvo FC Alfa Slušovice „B“.
- 2010/11: Kyjov postoupil mimořádně, vítězné Mutěnice se postupu zřekly.
- 2019/20 a 2020/21: Tyto sezony byly ukončeny předčasně z důvodu pandemie covidu-19 v Česku.

## FC Kyjov 1919 „B“
FC Kyjov 1919 „B“ je rezervním týmem Kyjova, který obnovil činnost před začátkem ročníku 2021/22. Předtím hrál naposled v Okresním přeboru Hodonínska (8. nejvyšší soutěž) v ročníku 2006/07. Největším úspěchem kyjovského B-mužstva je účast v Jihomoravském krajském přeboru v ročníku 1985/86.

### Umístění v jednotlivých sezonách
Stručný přehled
Zdroj: 
- 1972–1975: I. B třída Jihomoravské župy – sk. B
- 1978–1979: I. B třída Jihomoravské župy – sk. B
- 1983–1984: Okresní přebor Hodonínska
- 1984–1985: Jihomoravská krajská soutěž I. třídy – sk. B
- 1985–1986: Jihomoravský krajský přebor – sk. B
- 1986–1987: I. A třída Jihomoravského kraje – sk. B
- 1987–1989: I. B třída Jihomoravského kraje – sk. C
- 1991–1992: I. A třída Jihomoravského župy – sk. A
- 1992–1993: I. B třída Jihomoravské župy – sk. C
- 1993–2001: I. B třída Středomoravské župy – sk. C
- 2001–2002: I. A třída Středomoravské župy – sk. B
- 2002–2004: I. A třída Jihomoravského kraje – sk. B
- 2004–2006: I. B třída Jihomoravského kraje – sk. C
- 2006–2007: Okresní přebor Hodonínska
- 2007–2021: bez soutěže
- 2021– : Okresní soutěž Hodonínska – sk. B

Jednotlivé ročníky
Zdroj: 
Legenda: Z – zápasy, V – výhry, R – remízy, P – porážky, VG – vstřelené góly, OG – obdržené góly, +/− – rozdíl skóre, B – body, červené podbarvení – sestup, zelené podbarvení – postup, fialové podbarvení – reorganizace, změna skupiny či soutěže
| Československo (1972 – 1993) |                                                             |                                                             |                                                             |                                                             |                                                             |                                                             |                                                             |                                                             |                                                             |                                                             |                                                             |
| Sezóny                       | Liga                                                        | Úroveň                                                      | Z                                                           | V                                                           | R                                                           | P                                                           | VG                                                          | OG                                                          | +/−                                                         | B                                                           | Pozice                                                      |
| 1972/73                      | I. B třída Jihomoravského kraje – sk. B                     | 7                                                           | 25                                                          | 10                                                          | 4                                                           | 11                                                          | 48                                                          | 43                                                          | +5                                                          | 24                                                          | 9.                                                          |
| 1973/74                      | I. B třída Jihomoravského kraje – sk. B                     | 7                                                           | 26                                                          | 10                                                          | 7                                                           | 9                                                           | 55                                                          | 41                                                          | +14                                                         | 27                                                          | 7.                                                          |
| 1974/75                      | I. B třída Jihomoravského kraje – sk. B                     | 7                                                           | 26                                                          | ...                                                         | ...                                                         | ...                                                         | ...                                                         | ...                                                         | ...                                                         | 28                                                          | 6.                                                          |
| ...                          |                                                             |                                                             |                                                             |                                                             |                                                             |                                                             |                                                             |                                                             |                                                             |                                                             |                                                             |
| 1978/79                      | I. B třída Jihomoravského kraje – sk. B                     | 6                                                           | 26                                                          | 12                                                          | 7                                                           | 7                                                           | 39                                                          | 32                                                          | +7                                                          | 31                                                          | 3.                                                          |
| ...                          |                                                             |                                                             |                                                             |                                                             |                                                             |                                                             |                                                             |                                                             |                                                             |                                                             |                                                             |
| 1983/84                      | Okresní přebor Hodonínska                                   | 7                                                           |                                                             | ...                                                         | ...                                                         | ...                                                         | ...                                                         | ...                                                         | ...                                                         |                                                             | 1.                                                          |
| 1984/85                      | Jihomoravská krajská soutěž I. třídy – sk. B                | 6                                                           | 26                                                          | 16                                                          | 6                                                           | 4                                                           | 57                                                          | 30                                                          | +27                                                         | 38                                                          | 1.                                                          |
| 1985/86                      | Jihomoravský krajský přebor – sk. B                         | 5                                                           | 26                                                          | 6                                                           | 7                                                           | 13                                                          | 35                                                          | 47                                                          | −12                                                         | 19                                                          | 11.                                                         |
| 1986/87                      | I. A třída Jihomoravského kraje – sk. B                     | 6                                                           | 26                                                          | 3                                                           | 5                                                           | 18                                                          | 21                                                          | 63                                                          | −42                                                         | 11                                                          | 14.                                                         |
| 1987/88                      | I. B třída Jihomoravského kraje – sk. C                     | 7                                                           | ...                                                         | ...                                                         | ...                                                         | ...                                                         | ...                                                         | ...                                                         | ...                                                         | ...                                                         |                                                             |
| 1988/89                      | I. B třída Jihomoravského kraje – sk. C                     | 7                                                           | 26                                                          | 15                                                          | 8                                                           | 3                                                           | 55                                                          | 17                                                          | +38                                                         | 38                                                          | 1.                                                          |
| ...                          |                                                             |                                                             |                                                             |                                                             |                                                             |                                                             |                                                             |                                                             |                                                             |                                                             |                                                             |
| 1991/92                      | I. A třída Jihomoravské župy – sk. A                        | 6                                                           | 26                                                          | 2                                                           | 8                                                           | 16                                                          | 28                                                          | 51                                                          | −23                                                         | 12                                                          | 14.                                                         |
| 1992/93                      | I. B třída Jihomoravské župy – sk. C                        | 7                                                           | 26                                                          | 9                                                           | 5                                                           | 12                                                          | 44                                                          | 34                                                          | +10                                                         | 23                                                          | 12.                                                         |
| Česko (1993 – 2007)          |                                                             |                                                             |                                                             |                                                             |                                                             |                                                             |                                                             |                                                             |                                                             |                                                             |                                                             |
| Sezóna                       | Liga                                                        | Úroveň                                                      | Z                                                           | V                                                           | R                                                           | P                                                           | VG                                                          | OG                                                          | +/−                                                         | B                                                           | Pozice                                                      |
| 1993/94                      | I. B třída Středomoravské župy – sk. C                      | 7                                                           | 26                                                          | 8                                                           | 7                                                           | 11                                                          | 39                                                          | 45                                                          | −6                                                          | 23                                                          | 11.                                                         |
| 1994/95                      | I. B třída Středomoravské župy – sk. C                      | 7                                                           | 26                                                          | 9                                                           | 5                                                           | 12                                                          | 31                                                          | 35                                                          | −4                                                          | 32                                                          | 9.                                                          |
| 1995/96                      | I. B třída Středomoravské župy – sk. C                      | 7                                                           | 26                                                          | 9                                                           | 5                                                           | 12                                                          | 23                                                          | 31                                                          | −8                                                          | 32                                                          | 11.                                                         |
| 1996/97                      | I. B třída Středomoravské župy – sk. C                      | 7                                                           | 26                                                          | 14                                                          | 4                                                           | 8                                                           | 45                                                          | 33                                                          | +12                                                         | 46                                                          | 3.                                                          |
| 1997/98                      | I. B třída Středomoravské župy – sk. C                      | 7                                                           | 26                                                          | 10                                                          | 4                                                           | 12                                                          | 52                                                          | 51                                                          | +1                                                          | 24                                                          | 7.                                                          |
| 1998/99                      | I. B třída Středomoravské župy – sk. C                      | 7                                                           | 26                                                          | 12                                                          | 6                                                           | 8                                                           | 38                                                          | 31                                                          | +7                                                          | 42                                                          | 5.                                                          |
| 1999/00                      | I. B třída Středomoravské župy – sk. C                      | 7                                                           | 26                                                          | 9                                                           | 6                                                           | 11                                                          | 38                                                          | 31                                                          | +7                                                          | 33                                                          | 10.                                                         |
| 2000/01                      | I. B třída Středomoravské župy – sk. C                      | 7                                                           | 26                                                          | 18                                                          | 3                                                           | 5                                                           | 70                                                          | 39                                                          | +31                                                         | 57                                                          | 1.                                                          |
| 2001/02                      | I. A třída Středomoravské župy – sk. B                      | 6                                                           | 26                                                          | 8                                                           | 6                                                           | 12                                                          | 39                                                          | 38                                                          | +1                                                          | 30                                                          | 12.                                                         |
| 2002/03                      | I. A třída Jihomoravského kraje – sk. B                     | 6                                                           | 26                                                          | 9                                                           | 4                                                           | 13                                                          | 37                                                          | 51                                                          | −14                                                         | 31                                                          | 12.                                                         |
| 2003/04                      | I. A třída Jihomoravského kraje – sk. B                     | 6                                                           | 26                                                          | 6                                                           | 6                                                           | 14                                                          | 37                                                          | 61                                                          | −24                                                         | 24                                                          | 14.                                                         |
| 2004/05                      | I. B třída Jihomoravského kraje – sk. C                     | 7                                                           | 26                                                          | 10                                                          | 3                                                           | 13                                                          | 47                                                          | 42                                                          | +5                                                          | 33                                                          | 10.                                                         |
| 2005/06                      | I. B třída Jihomoravského kraje – sk. C                     | 7                                                           | 26                                                          | 1                                                           | 4                                                           | 21                                                          | 27                                                          | 73                                                          | −46                                                         | 7                                                           | 14.                                                         |
| 2006/07                      | Okresní přebor Hodonínska                                   | 8                                                           | 26                                                          | 6                                                           | 3                                                           | 17                                                          | 41                                                          | 60                                                          | −19                                                         | 21                                                          | 13.                                                         |
| 2007–2021                    | V tomto období nebylo B-mužstvo přihlášeno v žádné soutěži. | V tomto období nebylo B-mužstvo přihlášeno v žádné soutěži. | V tomto období nebylo B-mužstvo přihlášeno v žádné soutěži. | V tomto období nebylo B-mužstvo přihlášeno v žádné soutěži. | V tomto období nebylo B-mužstvo přihlášeno v žádné soutěži. | V tomto období nebylo B-mužstvo přihlášeno v žádné soutěži. | V tomto období nebylo B-mužstvo přihlášeno v žádné soutěži. | V tomto období nebylo B-mužstvo přihlášeno v žádné soutěži. | V tomto období nebylo B-mužstvo přihlášeno v žádné soutěži. | V tomto období nebylo B-mužstvo přihlášeno v žádné soutěži. | V tomto období nebylo B-mužstvo přihlášeno v žádné soutěži. |
| 2021/22                      | Okresní soutěž Hodonínska – sk. B                           | 9                                                           | 20                                                          | 13                                                          | 2                                                           | 5                                                           | 80                                                          | 26                                                          | +54                                                         | 41                                                          | 3.                                                          |
| 2022/23                      | Okresní soutěž Hodonínska – sk. B                           | 9                                                           |                                                             |                                                             |                                                             |                                                             |                                                             |                                                             |                                                             |                                                             |                                                             |

Poznámky:
- 1972/73: Chybí výsledek jednoho utkání.[19]
- 1983/84: O titul okresního přeborníka se utkali vítězové obou skupin OP – mužstvo TJ Jiskra Kyjov „B“ zvítězilo v obou zápasech nad TJ Statek Veselí nad Moravou (doma 2:0, venku 2:1).[28]